# Frans-Belgische Gebarentaal
De Frans-Belgische Gebarentaal (Frans: langue des signes de Belgique francophone of langue des signes belge francophone - LSFB; in het Nederlands ook weleens Waalse Gebarentaal genoemd) is de gebarentaal die gebruikt wordt door doven in de Franse Gemeenschap van België.

## Erkenning
De Frans-Belgische Gebarentaal werd op 21 oktober 2003 erkend door het Parlement van de Franse Gemeenschap.

## Kenmerken
|                                          |                                          |                                          |                                          |                                          |                                          |  |  |                                     |                                     |                                     |                                     |                                     |                                     |  |  |                                              |                                              |                                              |                                              | Oude Franse Gebarentaal (beïnvloed door l'Épée ca. 1760–1789) |                                              |  |  |                                      |                                      |                                      |                                      |                                      |                                      |  |  |                                          |                                          |                                          |                                          |                                          |                                          |  |  |                                         |                                         |                                         |                                         |                                         |                                         |
|                                          |                                          |                                          |                                          |                                          |                                          |  |  |                                     |                                     |                                     |                                     |                                     |                                     |  |  |                                              |                                              |                                              |                                              |                                                               |                                              |  |  |                                      |                                      |                                      |                                      |                                      |                                      |  |  |                                          |                                          |                                          |                                          |                                          |                                          |  |  |                                         |                                         |                                         |                                         |                                         |                                         |
|                                          |                                          |                                          |                                          |                                          |                                          |  |  |                                     |                                     |                                     |                                     |                                     |                                     |  |  |                                              |                                              |                                              |                                              |                                                               |                                              |  |  |                                      |                                      |                                      |                                      |                                      |                                      |  |  |                                          |                                          |                                          |                                          |                                          |                                          |  |  |                                         |                                         |                                         |                                         |                                         |                                         |
|                                          |                                          |                                          |                                          |                                          |                                          |  |  |                                     |                                     |                                     |                                     |                                     |                                     |  |  |                                              |                                              |                                              |                                              | Belgische Gebarentaal (ca. 1790–2000)                         |                                              |  |  |                                      |                                      |                                      |                                      |                                      |                                      |  |  |                                          |                                          |                                          |                                          |                                          |                                          |  |  |                                         |                                         |                                         |                                         |                                         |                                         |
|                                          |                                          |                                          |                                          |                                          |                                          |  |  |                                     |                                     |                                     |                                     |                                     |                                     |  |  |                                              |                                              |                                              |                                              |                                                               |                                              |  |  |                                      |                                      |                                      |                                      |                                      |                                      |  |  |                                          |                                          |                                          |                                          |                                          |                                          |  |  |                                         |                                         |                                         |                                         |                                         |                                         |
|                                          |                                          |                                          |                                          |                                          |                                          |  |  |                                     |                                     |                                     |                                     |                                     |                                     |  |  |                                              |                                              |                                              |                                              |                                                               |                                              |  |  |                                      |                                      |                                      |                                      |                                      |                                      |  |  |                                          |                                          |                                          |                                          |                                          |                                          |  |  |                                         |                                         |                                         |                                         |                                         |                                         |
| Amerikaanse Gebarentaal (ca. 1820–heden) | Amerikaanse Gebarentaal (ca. 1820–heden) | Amerikaanse Gebarentaal (ca. 1820–heden) | Amerikaanse Gebarentaal (ca. 1820–heden) | Amerikaanse Gebarentaal (ca. 1820–heden) | Amerikaanse Gebarentaal (ca. 1820–heden) |  |  | Franse Gebarentaal (ca. 1790–heden) | Franse Gebarentaal (ca. 1790–heden) | Franse Gebarentaal (ca. 1790–heden) | Franse Gebarentaal (ca. 1790–heden) | Franse Gebarentaal (ca. 1790–heden) | Franse Gebarentaal (ca. 1790–heden) |  |  | Frans-Belgische Gebarentaal (ca. 1970–heden) | Frans-Belgische Gebarentaal (ca. 1970–heden) | Frans-Belgische Gebarentaal (ca. 1970–heden) | Frans-Belgische Gebarentaal (ca. 1970–heden) | Frans-Belgische Gebarentaal (ca. 1970–heden)                  | Frans-Belgische Gebarentaal (ca. 1970–heden) |  |  | Vlaamse Gebarentaal (ca. 1970–heden) | Vlaamse Gebarentaal (ca. 1970–heden) | Vlaamse Gebarentaal (ca. 1970–heden) | Vlaamse Gebarentaal (ca. 1970–heden) | Vlaamse Gebarentaal (ca. 1970–heden) | Vlaamse Gebarentaal (ca. 1970–heden) |  |  | Nederlandse Gebarentaal (ca. 1790–heden) | Nederlandse Gebarentaal (ca. 1790–heden) | Nederlandse Gebarentaal (ca. 1790–heden) | Nederlandse Gebarentaal (ca. 1790–heden) | Nederlandse Gebarentaal (ca. 1790–heden) | Nederlandse Gebarentaal (ca. 1790–heden) |  |  | Italiaanse Gebarentaal (ca. 1830–heden) | Italiaanse Gebarentaal (ca. 1830–heden) | Italiaanse Gebarentaal (ca. 1830–heden) | Italiaanse Gebarentaal (ca. 1830–heden) | Italiaanse Gebarentaal (ca. 1830–heden) | Italiaanse Gebarentaal (ca. 1830–heden) |

De taal ligt dicht bij de Vlaamse Gebarentaal (VGT). Samen vormden ze oorspronkelijk de Belgische Gebarentaal (BGT), maar als gevolg van de Federalisering van België zijn de twee variëteiten steeds verder uit elkaar gegroeid van circa 1970 tot circa 2000, toen VGT en LSFB steeds meer als aparte talen werden beschouwd en uiteindelijk als zodanig wettelijk erkend. De verschillen liggen hoofdzakelijk in de mondbeweging. Sommige sprekers van de ene taal verstaan de andere vrij goed, andere hebben moeilijkheden, vooral wanneer er geen interactie is (zoals op TV).
Aan verschillende dovenscholen in Franstalig België zijn verschillende dialecten van de taal ontstaan.
Volgens de taalkundige Henri Wittmann is de Frans-Belgische Gebarentaal gerelateerd aan de Lyonese gebarentaal.

## Gebruik
De Frans-Belgische Gebarentaal wordt gehanteerd door de Franse Gemeenschap van België. Gebarentolken worden ter beschikking gesteld in rechtszalen. Lessen in de taal worden aan ouders van dove kinderen aangeboden en Belgische televisiezenders zenden voor doven aangepaste programma's uit.
Sinds de erkenning door de Franse Gemeenschap in 2003 de taal ook in officieel erkende scholen gehanteerd. Voordien werd ze echter al sinds 1980 in privéscholen gebruikt.

## Verschillende gebarentalen
| Code  | Officiële naam                                | Nederlandse naam             | Familie  | Land/regio                           | Invloedrijkste gesproken taal |
| ----- | --------------------------------------------- | ---------------------------- | -------- | ------------------------------------ | ----------------------------- |
| ASL   | American Sign Language                        | Amerikaanse Gebarentaal      | Franse   | Verenigde Staten Canada              | Engels                        |
| BSL   | British Sign Language                         | Britse Gebarentaal           | BANZSL   | Verenigd Koninkrijk                  | Engels                        |
| CSL   | Chinese Sign Language                         | Chinese Gebarentaal          | isolaat  | China                                | Mandarijn                     |
| DGS   | Deutsche Gebärdensprache                      | Duitse Gebarentaal           | Duitse   | Duitsland Luxemburg                  | Duits                         |
| DSGS  | Deutschschweizer Gebärdensprache              | Zwitserduitse Gebarentaal    | Franse?  | Zwitserland (Duitstalig Zwitserland) | Duits                         |
| IPSL  | Indo-Pakistani Sign Language                  | Indo-Pakistaanse Gebarentaal | isolaat? | India Pakistan                       | Hindoestani                   |
| ISN   | Idioma de Signos Nicaragüense                 | Nicaraguaanse Gebarentaal    | isolaat  | Nicaragua                            | Spaans                        |
| LIS   | Lingua dei Segni Italiana                     | Italiaanse Gebarentaal       | Franse   | Italië Zwitserland San Marino        | Italiaans                     |
| LSF   | Langue des signes française                   | Franse Gebarentaal           | Franse   | Frankrijk                            | Frans                         |
| LSFB  | Langue des signes de Belgique francophone     | Frans-Belgische Gebarentaal  | Franse   | België ( Franse Gemeenschap)         | Frans                         |
| LSFSR | Langue des signes française de Suisse romande | Zwitsers-Franse Gebarentaal  | Franse   | Zwitserland (Romandië)               | Frans                         |
| NGT   | Nederlandse Gebarentaal                       | Nederlandse Gebarentaal      | Franse   | Nederland                            | Nederlands                    |
| ÖGS   | Österreichische Gebärdensprache               | Oostenrijkse Gebarentaal     | Franse   | Oostenrijk                           | Duits                         |
| STS   | Svenskt teckenspråk                           | Zweedse Gebarentaal          | Zweedse  | Zweden                               | Zweeds                        |
| TİD   | Türk İşaret Dili                              | Turkse Gebarentaal           | isolaat  | Turkije                              | Turks                         |
| VGT   | Vlaamse Gebarentaal                           | Vlaamse Gebarentaal          | Franse   | België ( Vlaanderen)                 | Nederlands                    |